# Benedito Beni dos Santos
Benedito Beni dos Santos (* 15. Januar 1937 in Lagoinha) ist ein brasilianischer Geistlicher und emeritierter römisch-katholischer Bischof von Lorena.

## Leben
Benedito Beni dos Santos empfing am 22. Dezember 1962 die Priesterweihe für das Bistum Taubaté.
Papst Johannes Paul II. ernannte ihn am 28. November 2001 zum Weihbischof in São Paulo und Titularbischof von Nasai. Der Erzbischof von São Paulo, Cláudio Kardinal Hummes OFM, spendete ihm am 9. Februar des nächsten Jahres die Bischofsweihe; Mitkonsekratoren waren Carmo João Rhoden SCI, Bischof von Taubaté, und Antônio Afonso de Miranda SDN, Altbischof von Taubaté. Als Wahlspruch wählte er SUB TUUM PRÆSIDIUM. Seine Amtseinführung im Erzbistum São Paulo erfolgte 9. März 2002.
Papst Benedikt XVI. ernannte ihn am 26. April 2006 zum Bischof von Lorena.
Am 25. September 2013 nahm Papst Franziskus seinen altersbedingten Rücktritt an. Vom 16. Juli 2019 bis zum 13. Februar 2021 verwaltete er das Bistum Lorena während der Sedisvakanz erneut als Apostolischer Administrator.